# Eisley
Eisley é uma banda de indie rock da cidade de Tyler, no estado americano do Texas. A banda é formada por 5 integrantes, as 3 irmãs Sherri, Stacy e Chauntelle DuPree, seu irmão Weston DuPree e seu primo Garron DuPree. Em algumas línguas germânicas, Eisley significa "ilha de gelo", mas a origem do nome da banda veio da série Star Wars, mais precisamente da cidade fictícia Mos Eisley. Os integrantes retiraram o "Moss" de seu nome original devido a problemas de direitos autorais.

## História

### Início e formação: 1997–2004
A banda teve suas raízes nas irmãs Sherri e Chauntelle, que começaram a escrever letras inspiradas em bandas como The Beatles,       Radiohead e o cantor americano Jeremy Enigk.
A irmã mais nova da banda, Stacy (com apenas 8 anos), frustrada por não participar da banda pela sua pequena idade, escreveu uma música própria sem ajuda. Logo depois entrou na banda. Seu irmão Weston, com 10 anos então, entrou como baterista. Amy Whittaker, amiga da família, participou como baixista, mas saiu em 1998. Taylor Muse, da banda Quiet Company, entrou em seguida, mas logo após deixou seu lugar para Jonathan Wilson.
O nome da banda foi trocado algumas vezes desde seu início. Começaram como The Towheads, e devido à série Star Wars, para Moss Eisley. Em 2003, quando a banda iria assinar contrato com o Coldplay para a abertura dos shows na parte americana de sua turnê, os integrantes tiveram que mudar o nome da banda, para evitar problemas de direitos autorais. Pensaram ainda em nomes como "Neverland" e "Sinclair", mas optaram por somente retirar o Moss. Finalmente, restou simplesmente Eisley.
Em 20 de Maio de 2003, a banda lançou o EP Laughing City, sob o selo da Record Collection. "Telescope Eyes", canção do EP, chegou a ficar na 25ª posição entre as mais tocadas da rádio FM 102.1, a "The Edge", de Dallas, no Texas. Ainda em 2003, após receber certa fama ao abrir os shows do Coldplay, Eisley assinou contrato com a gravadora Warner Bros. Records, e em 9 de Dezembro, sob o selo da Reprise Records, lançou outro EP, o Marvelous Things.

### Room Noises: 2004–2006
Eisley passou o ano de 2004 gravando o seu primeiro álbum, que viria a ser lançado em 8 de Fevereiro de 2005, chamado de Room Noises. Após a turnê de promoção do álbum (Summer Scenic Tour), a banda gravou mais um EP, Head Against the Sky, lançado em 25 de Outubro, e incluía 3 músicas ao vivo gravadas no dia 10 de Julho, no Troubadour, casa de shows famosa de Los Angeles, estado americano da Califórnia. Este show teve seus ingressos esgotados, e dele seria lançado um DVD, o qual infelizmente não foi lançado devido aos problemas no áudio do palco. Ainda em Julho, o baixista Jonathan deixou a banda, e foi reposto pelo primo dos irmão DuPree, Garron, de 15 anos.
Em Março de 2006, depois de uma turnê pela Austrália, a banda fez sua última turnê de promoção do Room Noises, a Final Noise Tour. Nesse mesmo mês, dia 21, a banda lançou em conjunto com a banda Simon Dawes e com o cantor Timmy Curran o EP Final Noise.

### Combinations: 2006–2010
Em Setembro de 2006, a banda iniciou as sessões de gravação do sucessor de Room Noises, e já em Novembro de 2006, Eisley já havia gravado seu segundo CD. Mas devido aos conflitos que a banda possuía com a Warner, o álbum foi adiado, sendo lançado somente em 14 de Agosto de 2007, sob o título Combinations. Para a promoção do álbum, foi feita uma pequena turnê acústica, e na primavera de 2008, a turnê principal. Em 18 de Dezembro de 2007, a banda lançou no iTunes o EP Like the Actors, com duas músicas ao vivo, dois b-sides do Combinations e uma música não lançada do Room Noises.
Após a turnê de promoção do Combinations, os integrantes de Eisley resolveram dar um tempo a si próprios para a resolução de problemas pessoais, antes de seguir em frente e gravar seu terceiro álbum. Mas, devido as insistência do pessoal de A&R da gravadora, a banda iniciou as sessões no final de 2008. Entretanto, tiveram que adiar por causa de problemas pessoais. Neste meio-tempo, a Warner Records mudou a banda do selo Reprise Records para o Sire Records, e nele continuaram as sessões de gravação do sucessor do Combinations, até que em Agosto de 2009 finalizaram o álbum. Mas os problemas com a Warner continuaram, e o terceiro álbum foi adiado, aumentando ainda mais a insatisfação dos integrantes de Eisley com o grupo. Em 9 de Agosto, para que os fãs não ficassem esperando mais tempo por materiais novos, a banda lançou o EP Fire Kite, com duas músicas das sessões anteriores e mais duas demos.

### The Valley: 2010–2011
Sem condições de formar um acordo com a Warner Brothers, no dia 9 de Fevereiro de 2010 a banda desligou-se da gravadora. Eisley passou o ano de 2010 atrás de uma nova gravadora e tentando recuperar os direitos de lançamento do seu terceiro álbum, que ficaram com a Warner. Também em 2010, a banda entrou em duas turnês, a Mild Mild Midwest Tour e a Over The River and Through The Wood Tour, em antecipação ao seu terceiro CD. No dia 4 de Novembro de 2010 a banda informou que havia assinado contrato com a Equal Vision Records, assim como também havia adquirido os direitos de gravação do seu terceiro álbum. Logo após, em 10 de Dezembro de 2010, Eisley confirmou o lançamento de The Valley, o sucessor do Combinations, para o dia 1º de Março de 2011.
Em Fevereiro de 2011 os fãs já conheciam boa parte das músicas do novo cd, devido à turnê de suporte para a banda Rooney. Após o lançamento de The Valley, a banda saiu para a turnê de promoção do álbum, a Turning Tides Tour, que durou até 4 de Junho de 2011. Em Junho, em sua página do Twitter, a banda anunciou que em Agosto estaria gravando seu novo EP, ainda sem nome ou data de lançamento previstos, e em Agosto anunciou uma nova turnê de suporte ao The Valley, a Valley Scapes Tour, prevista para Setembro de 2011.

### Deep Space EPeCurrents: 2011–presente
O novo EP da banda, gravado em Agosto de 2011 no estúdio próprio, na casa da vocalista Sherri, foi lançado em Fevereiro de 2012, com o título de Deep Space. Foi previsto inicialmente para conter b-sides do The Valley, mas a banda acabou por decidir gravar novas músicas. Assim que acabaram as gravações para o EP, a banda gravou o videoclipe para a música The Valley, último clipe para o cd homônimo. O Deep Space EP funcionou como um divisor de águas para a banda, marcando o início da era Currents, o quarto álbum da banda.
Em Maio de 2012, as gravações para o LP4 foram iniciadas no estúdio da banda. Em Outubro de 2012 as gravações foram finalizadas, e o período de preparação para o lançamento do novo título foi então iniciado. No dia 25 de Março de 2013 o recém-batizado Currents foi anunciado, assim como a lista de músicas, a capa e os formatos disponíveis. A data de lançamento foi marcada para o dia 28 de Maio de 2013. No mês seguinte, Abril, foram divulgadas duas músicas. A primeira através do site Nylon Magazine, Drink the Water, e o primeiro single do álbum, Currents, através do site Past Magazine.
No dia 19 de Abril de 2013, os integrantes de Eisley iniciaram uma campanha no site de projetos Kickstarter, com o objetivo principal de arrecadar fundos para uma turnê internacional (Reino Unido e Austrália) de suporte ao novo cd. Dos 5 integrantes, 4 tiveram filhos, o que os impediria financeiramente de tocar sozinhos uma turnê nacional e internacional, ao mesmo tempo em que cuidavam da pré-infância dos filhos. Para tanto, estipularam uma quantia de $100.000 (cem mil dólares) que deveriam ser arrecadados até o dia 20 de Maio de 2013. Para agraciar os apoiadores, foram estabelecidos prêmios que iam de shows online ($1), um EP exclusivo com músicas especialmente gravadas para a ocasião ($15), até shows particulares ($4.000) e uma guitarra com design exclusivo da banda ($5.000). A campanha fracassou, chegando ao final com uma arrecadação de $60.277 provenientes de 1.051 apoiadores. A turnê de promoção do álbum foi então adiada.

## Integrantes
- Stacy DuPree King - vocais e teclados
- Sherri DuPree Bemis - vocais e guitarra rítmica
- Chauntelle DuPree D'Agostino - guitarra solo e vocais
- Weston DuPree - bateria
- Garron DuPree - baixo

## Discografia

### Álbuns
- 2005 - Room Noises (Reprise Records)
- 2007 - Combinations (Reprise Records)
- 2011 - The Valley (Equal Vision Records)
- 2013 - Currents (Equal Vision Records)
- 2017 - I'm Only Dreaming (Equal Vision Records)

### Eps
| - 1999 - EP1 (Lançamento independente) - 2001 - EP2 (Lançamento independente) - 2003 - Laughing City (Record Collection) - 2003 - Marvelous Things (Reprise Records) - 2005 - Head Against the Sky (Reprise Records) - 2006 - Final Noise (Reprise Records) | - 2007 - Like the Actors (Reprise Records) - 2009 - Fire Kite (Sire Records) - 2011 - Family Christmas EP 2010-2011 (Lançamento independente) - 2012 - Family Christmas EP 2012 (Lançamento independente) - 2012 - Deep Space (Equal Vision Records) |

### Singles
- 2005 - Telescope Eyes (Reprise Records)
- 2005 - Golly Sandra (Reprise Records)
- 2007 - Invasion (Reprise Records)
- 2012 - Kind (Equal Vision Records)
- 2013 - Currents (Equal Vision Records)
- 2017 - Louder Than a Lion (Equal Vision Records)

## Videografia
- 2007 - Combinations Bonus DVD

### Clipes

#### Room Noises
- Memories
- I Wasn't Prepared
- Marvelous Things
- Telescope Eyes
- Golly Sandra (Live)

#### Combinations
- Invasion

#### The Valley
- Smarter
- The Valley

#### Currents
- Currents

#### I'm Only Dreaming
- Louder Than a Lion
- Always Wrong